# Irepodun (Kwara)
Irepodun è una delle sedici aree a governo locale (local government areas) in cui è suddiviso lo stato di Kwara, in Nigeria. Estesa su una superficie di 737 km², conta una popolazione di 148.610 abitanti.